# Alange
Alange – gmina w Hiszpanii, w Estremadurze, w prowincji Badajoz. W 2008 roku liczyła 2032 mieszkańców.